# Stirellus osborni
Stirellus osborni är en insektsart som beskrevs av Knull 1944. Stirellus osborni ingår i släktet Stirellus och familjen dvärgstritar. Inga underarter finns listade i Catalogue of Life.